# Erik Majetschak
Erik Majetschak (* 1. März 2000 in Bad Lausick) ist ein deutscher Fußballspieler, der beim FC Erzgebirge Aue unter Vertrag steht.

## Karriere

### Vereine

#### Anfänge in Leipzig
Majetschaks Karriere begann beim Bornaer SV, einem Verein aus dem Leipziger Umland. Im Alter von neun Jahren wechselte er für kurze Zeit in die Jugend des 1. FC Lokomotive Leipzig. 2010 erfolgte schließlich der Wechsel in die Jugendabteilung von RB Leipzig.
Im August 2018 unterschrieb Majetschak seinen ersten Profivertrag mit einer Laufzeit bis zum 30. Juni 2019. Hauptsächlich spielte er weiterhin für die A-Jugend in der A-Junioren-Bundesliga. Für die Profimannschaft kam Majetschak erstmals in der Europa League zum Einsatz. In diesem Wettbewerb gab er am 2. August 2018 sein Pflichtspieldebüt gegen den BK Häcken in der 2. Qualifikationsrunde, als er in der 64. Minute für Emil Forsberg eingewechselt wurde. Im Hauptwettbewerb kam er beim 2:0-Sieg gegen Celtic Glasgow nach seiner Einwechslung in der Schlussphase erstmals zum Einsatz.

#### FC Erzgebirge Aue
Zur Saison 2019/20 wechselte Majetschak zum Zweitligisten Erzgebirge Aue, bei dem er einen Vertrag mit einer Laufzeit bis zum 30. Juni 2022 erhielt.

### Nationalmannschaft
Majetschak spielt seit 2015 für deutsche Jugendnationalmannschaften. Mit der U-17-Nationalmannschaft nahm er an der U-17-Fußball-Europameisterschaft 2017 teil, scheiterte dort jedoch im Halbfinale an der Auswahl des späteren Gewinners Spanien. Erik Majetschak konnte bei diesem Turnier in fünf Spielen einen Treffer markieren und trug die Kapitänsbinde.

## Privates
Erik Majetschak ist der Sohn des ehemaligen DDR-Oberliga-Spielers und aktuellen Präsidenten des Fußballverbands der Stadt Leipzig Dirk Majetschak. Sein sechs Jahre älterer Bruder Toni spielt als Innenverteidiger für den FC Eilenburg in der Oberliga Nordost.